# Ondyny

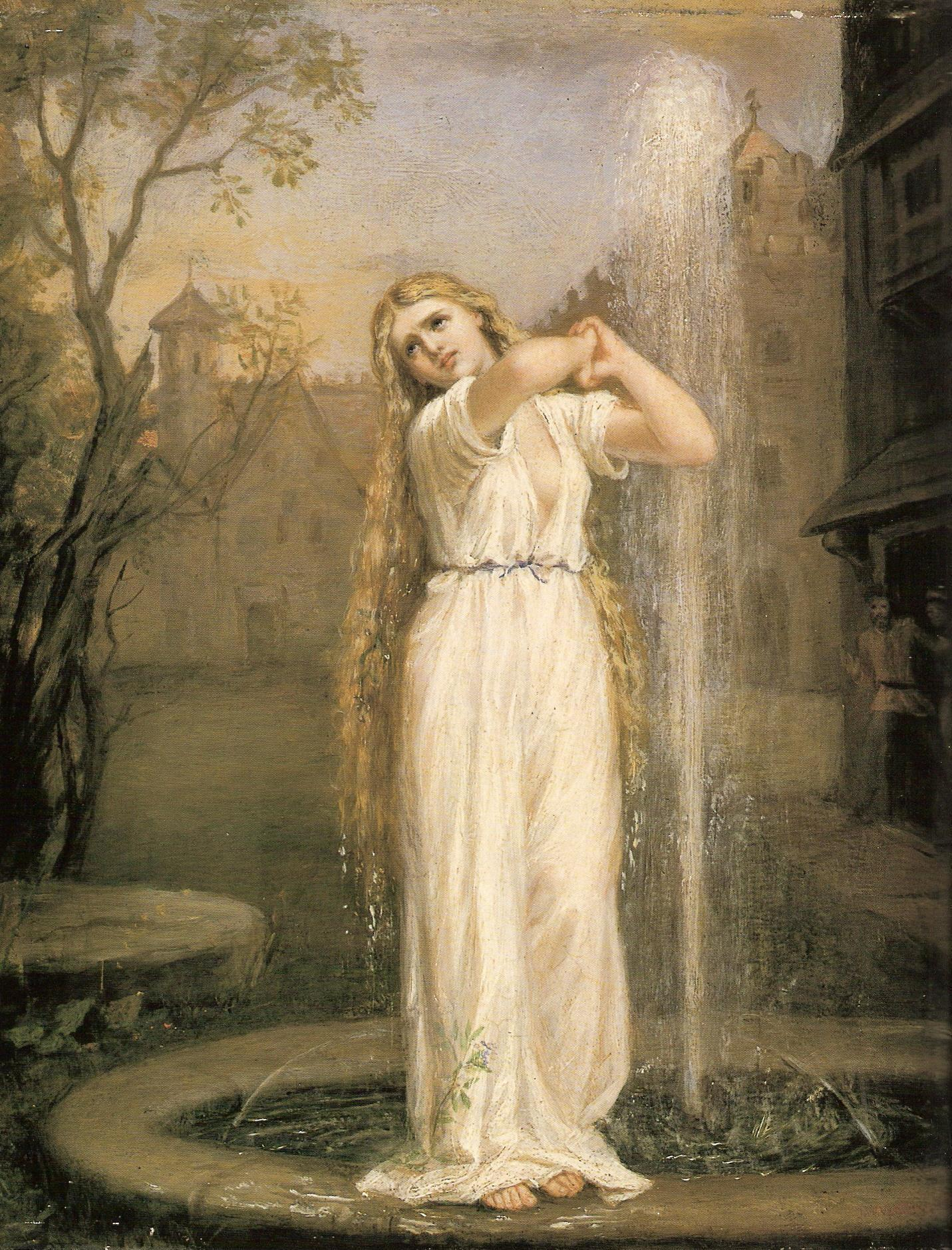
Ondyna na obrazie Johna Williama Waterhouse’a (1872)

Ondyny – w mitologii nordyckiej boginki zamieszkujące jeziora i rzeki.
Według Paracelsusa ondyny były żywiołakami wody.
Jedna z opowieści o Ondynie, wzorowanej na podaniach słowiańskich była tematem opery Undine E.T.A. Hoffmanna. Była to pierwsza opera romantyczna. Na tej wzorowana była „Rusałka”, opera Antonína Dvořáka i inne słowiańskie opery. Motyw ondyny-rusałki był zastosowany też na początku polskiego romantyzmu przez Adama Mickiewicza w balladach Świteź, Świtezianka, Rybka i innych. Dwie pierwsze ballady opisać miał Fryderyk Chopin w dwóch pierwszych swoich balladach (g-moll, F-dur). W Świteziance powielany jest nawet motyw śmierci, jaką z powodu zdrady zadaje Ondyna kochankom. Ondynami – rusałkami są też niektóre postacie Balladyny Juliusza Słowackiego. Stanisław Moniuszko skomponował kantatę Wundyny (Nijoła) na podstawie poematu Anafielas Józefa Ignacego Kraszewskiego, inspirowanego mitologią litewską. Istnieje także balet „Ondine” z muzyką Hansa Wernera Henze’a, w choreografii sir Fredericka Ashtona.
Postać o imieniu Ondyna (córki Juana Avadoro) pojawia się także w powieści Jana Potockiego Rękopis znaleziony w Saragossie.